# UFC on FOX 17
UFC on FOX 17: dos Anjos vs. Cowboy 2（ユーエフシー・オン・フォックス・セブンティーン：ドス・アンジョス・バーサス・カウボーイ・ツー）は、アメリカ合衆国の総合格闘技団体「UFC」の大会の一つ。2015年12月19日、フロリダ州オーランドのアムウェイ・センターで開催された。

## 大会概要
本大会ではハファエル・ドス・アンジョスとドナルド・セラーニによるUFC世界ライト級タイトルマッチが組まれた。
キャリア7戦全勝のKSW女子ストロー級王者カロリーナ・コバケビッチがUFCデビュー。

### カード変更
負傷などによるカードの変更は以下の通り。
- ジャーメイン・デランダミー → ヴァレンティーナ・シェフチェンコ（第7試合）

## 試合結果

### アーリープレリム
第1試合 ヘビー級ワンマッチ 5分3R
○  フランシス・ガヌー vs.  ルイス・エンリケ ×
2R 2:53 KO（左アッパー）
第2試合 ウェルター級ワンマッチ 5分3R
○  ビセンテ・ルケ vs.  ヘイダー・ハッサン ×
1R 2:13 TKO（アナコンダチョーク）
第3試合 ウェルター級ワンマッチ 5分3R
○  カマル・ウスマン vs.  レオン・エドワーズ ×
3R終了 判定3-0（29-28、30-27、29-28）

### プレリミナリーカード
第4試合 フェザー級ワンマッチ 5分3R
－  コール・ミラー vs.  ジム・アラーズ －
2R 1:44 ノーコンテスト（アイポーク）
第5試合 ライト級ワンマッチ 5分3R
○  ニック・レンツ vs.  ダニー・カスティーリョ ×
3R終了 判定2-1（28-29、29-28、30-27）
第6試合 ミドル級ワンマッチ 5分3R
○  タムダン・マクローリー vs.  ジョシュ・サマン ×
3R 4:10 三角絞め
第7試合 女子バンタム級ワンマッチ 5分3R
○  ヴァレンティーナ・シェフチェンコ vs.  サラ・カフマン ×
3R終了 判定2-1（28-29、29-28、29-28）
第8試合 ミドル級ワンマッチ 5分3R
○  ネイサン・マーコート vs.  CB・ダラウェイ ×
2R 0:28 KO（右フック）
第9試合 68.2kg契約ワンマッチ 5分3R
○  チャールズ・オリベイラ vs.  マイルズ・ジュリー ×
1R 3:05 ギロチンチョーク
※オリベイラの体重超過によりフェザー級から変更。

### メインカード
第10試合 女子ストロー級ワンマッチ 5分3R
○  カロリーナ・コバケビッチ vs.  ランダ・マルコス ×
3R終了 判定3-0（29-28、29-28、30-27）
第11試合 ライト級ワンマッチ 5分3R
○  ネイト・ディアス vs.  マイケル・ジョンソン ×
3R終了 判定3-0（29-28、29-28、29-28）
第12試合 ヘビー級ワンマッチ 5分3R
○  アリスター・オーフレイム vs.  ジュニオール・ドス・サントス ×
2R 4:43 TKO（左フック→パウンド）
第13試合 UFC世界ライト級タイトルマッチ 5分5R
○  ハファエル・ドス・アンジョス vs.  ドナルド・セラーニ ×
1R 1:06 TKO（パウンド）
※ドス・アンジョスが初防衛に成功。

### 各賞
ファイト・オブ・ザ・ナイト： ネイト・ディアス vs. マイケル・ジョンソン
パフォーマンス・オブ・ザ・ナイト： ハファエル・ドス・アンジョス、ビセンテ・ルケ
各選手にはボーナスとして5万ドルが支給された。